# Parafia św. Innocentego z Alaski w Anchorage
Parafia św. Innocentego z Alaski w Anchorage – parafia prawosławna w Anchorage. Jedna z 10 parafii tworzących dekanat misyjny Anchorage diecezji Alaski Kościoła Prawosławnego w Ameryce. Działa od 1967. 
Nabożeństwa prawosławne w Anchorage nieregularnie odbywały się od początku lat 60. W 1967 ks. Nicholas Molodyko-Harris został wyznaczony na proboszcza nowo powstałej parafii. Początkowo jej świątynią było pomieszczenie wynajmowane przez miejscową społeczność grecką. Z powodu wzrostu liczby parafian wzniesiona została nowa świątynia. Dzięki wsparciu prywatnych sponsorów zamiast zaplanowanej niewielkiej cerkwi z dwiema kopułami powstał znacznie większy sobór. Kamień węgielny pod jego budowę poświęcił patriarcha Moskwy i całej Rusi Aleksy II, zaś gotowy obiekt został konsekrowany w 1994. 
Jest to parafia wieloetniczna, skupiająca osoby narodowości rosyjskiej, greckiej, Amerykanów oraz etnicznych mieszkańców Alaski. Z tego powodu podstawowym językiem liturgicznym parafii jest angielski przy pomocniczym użyciu języka cerkiewnosłowiańskiego oraz języków narodowych parafian.